# Розуэлл (Нью-Мексико)
Ро́зуэлл (англ. Roswell) — город на юго-западе США, административный центр округа Чавес штата Нью-Мексико. Население — 45,3 тыс. человек (2000). Мировую известность город приобрёл в связи с «Розуэлльским инцидентом» 1947 года, одним из наиболее известных происшествий, рассматриваемых как обнаружение неопознанных летающих объектов (НЛО).

## История
Территория, на которой расположен Розуэлл, исторически была заселена индейскими племенами. Первыми некоренными поселенцами стали пионеры из штата Миссури, попытавшиеся в 1865 году основать поселение в 15 милях юго-западнее современного Розуэлла. Попытка была неудачной из-за нехватки воды.
В 1869 году бизнесмен из Омахи Ван С. Смит и его партнёр Аарон Уилбурн построили два здания в стиле адобе, с которых началось новое поселение. В этих зданиях разместились магазин, почтовое отделение и гостиница для приезжих. В 1871 году Смит заключил соглашение с федеральным правительством на прилежащие земли и 20 августа 1873 года был назначен первым почтмейстером нового поселения. Отцом Ван С. Смита был Розуэлл Смит, известный юрист в Лафайетте (штат Индиана), а матерью — Энни Элсуорт, дочь известного патентного поверенного Генри Левитта Элсуорта. Основатель поселения назвал его в честь своего отца Розуэллом.
В 1877 году капитан Джозеф Каллоуэй Ли с семьёй выкупили у Смита и Уилбурна права на территорию и стали владельцами большинства земель в городе и вокруг него. Город был относительно тихим местом до начала «Войны Округа Линкольн» (1877—1879).
Первоначально Розуэлл принадлежал к округу Линкольн, включавшему всю юго-восточную часть Нью-Мексико, но в 1889 году был выделен округ Чавес, и Розуэлл стал его административным центром.
Важный водоносный горизонт был обнаружен в 1890 году, когда торговец Натан Яффа пробурил скважину на Ричардсон-Авеню. Обнаружение воды повлекло быстрое развитие и рост города. Новый толчок к развитию был получен при строительстве железной дороги в 1893 году.
В 1930-е в городе проводил свои эксперименты с ракетами Роберт Годдард.
С 1941 по 1967 год в городе было сильно влияние военных из-за расположенной в нём авиабазы Уокер. После закрытия авиабазы Розуэлл, благодаря приятному климату, стал привлекательным местом для отставных военных и пенсионеров.
В годы Второй мировой войны в районе Очед-Парка был расположен лагерь для германских военнопленных. Они использовались на строительстве инфраструктуры Розуэлла, в частности, на укреплении берегов Норт-Спринг-Ривер. В 1989 году при расчистке реки на месте работ военнопленных был обнаружен «железный крест», сложенный из различных каменных обломков и скрытый под тонким слоем бетона. С тех пор небольшой парк в этом районе получил название «Парк Креста». 11 ноября 1996 года парк был официально переименован в парк памяти военнопленных и пропавших без вести. В парке выставлена часть Берлинской стены, подаренная городу ВВС Германии.

## География
Розуэлл расположен на широком плато, занимающем восточную часть Нью-Мексико. Высота центра города над уровнем моря — 1089 м (3573 фута). С востока к городу вплотную подходит пустыня Мескалеро-сэндз. Через Розуэлл протекает Рио-Хондо, впадающая рядом с городом в Пекос.
Площадь территории города — 75 км², из которых лишь 0,1 км² (0,07 %) занято водной поверхностью. Тем не менее, рядом с городом расположены национальная зона дикой природы «Биттер-Лейк» и природный парк штата «Ботомлесс-Лейкс».
| Показатель                                                                | Янв.  | Фев.  | Март  | Апр.  | Май   | Июнь  | Июль  | Авг.  | Сен.  | Окт.  | Нояб. | Дек.  | Год  |
| ------------------------------------------------------------------------- | ----- | ----- | ----- | ----- | ----- | ----- | ----- | ----- | ----- | ----- | ----- | ----- | ---- |
| Абсолютный максимум, °C                                                   | 31    | 33    | 35    | 39    | 42    | 46    | 44    | 44    | 40    | 37    | 34    | 29    | 46   |
| Средний суточный максимум, °C                                             | 14,1  | 17,3  | 21,7  | 26,3  | 31,0  | 35,7  | 35,8  | 34,8  | 30,9  | 25,4  | 18,7  | 13,6  | 25,4 |
| Средний суточный минимум, °C                                              | −2,2  | 0,3   | 4,1   | 8,3   | 13,7  | 18,7  | 21,1  | 20,3  | 16,2  | 9,3   | 2,4   | −2,2  | 9,2  |
| Абсолютный минимум, °C                                                    | −31   | −31   | −21   | −8    | −3    | 4     | 11    | 9     | −1    | −10   | −21   | −23   | −31  |
| Среднее число солнечных часов в месяц                                     | 217,1 | 223,0 | 280,8 | 307,6 | 342,9 | 344,7 | 327,9 | 300,9 | 262,7 | 269,6 | 214,5 | 210,3 | 3302 |
| Среднее число дней с осадками                                             | 3     | 3     | 3     | 3     | 4     | 5     | 7     | 8     | 6     | 5     | 3     | 4     | 55   |
| Норма осадков, мм                                                         | 9     | 9     | 14    | 14    | 29    | 33    | 46    | 43    | 39    | 34    | 11    | 14    | 295  |
| Источник: Национальное управление океанических и атмосферных исследований |       |       |       |       |       |       |       |       |       |       |       |       |      |

## Демография
По данным переписи 2000 года, в Розуэлле проживало 45 293 человека. В городе насчитывалось 17 068 домовладений и 11 742 семьи. Плотность населения — 604,3 человека на 1 км² (1565,2 на 1 кв. милю). Количество домов в городе — 19 327, плотность застройки — 257,9 строений на 1 км² (667,9 на 1 кв. милю).
Расовый состав населения: 70,96 % белой расы, 2,47 % афроамериканцев, 1,28 % коренных американцев, 0,65 % национальностей Азии, 21,29 % других национальностей и 3,31 % смешанных двух и более национальностей. Испаноговорящих всех рас было 44,34 % населения.
Из 17 068 домовладений в 34,5 % имелись дети до 18 лет; 49,1 % занимали семейные пары; в 14,9 % проживали женщины без мужа; в 31,2 % — одинокие. Средний состав на одно домовладение — 2,58 человека, средний состав семьи — 3,13.
Средний возраст жителей — 35 лет.
Средний доход на домовладение составлял 27 252 доллара США, средний доход на семью — 31 724 доллара США. Средний заработок мужчин — 26 554, женщин — 21 408 долларов США. Средний доход на одного человека — 14 589 долларов. Примерно 18,7 % семей и 22,6 % населения жили ниже уровня бедности.

## Экономика
Основу экономики города составляют предприятия переработки сельскохозяйственной продукции. В Розуэлле на предприятии «Leprino Foods» находится самое крупное в мире производство сыра моцарелла, на которое можно попасть с экскурсией.
Большое значение в экономике играет туризм. Розуэлл по умолчанию стал одной из мировых столиц НЛО, неопознанных летающих объектов, что неизменно привлекает поток туристов и накладывает особый отпечаток на облик города.

## Культура
Центр культуры и искусства Розуэлла обладает обширной коллекцией традиционного и современного изобразительного и прикладного искусства. С городом тесно связано творчество Питера Хёрда. Необычно скульптурное оформление города.
На Пионер-Плаза установлена монументальная скульптура (автор — Роберт Т. Саммерс 2-й), посвящённая одному из зачинателей крупного сельскохозяйственного производства в Нью-Мексико Джону Чизуму. Художественное оформление города использует как традиционные мотивы, так и мотивы посещения «пришельцами», что придаёт городу неповторимый вид.

## Образование
В Розуэлле расположен одно из старейших учреждений образования штата, Военный Институт Нью-Мексико (New Mexico Military Institute).
Общая система образования объединена в независимом школьном округе. Есть несколько частных христианских школ.
Работает отделение Университета Восточного Нью-Мексико (основной кампус которого находится в Порталесе).

## Инфраструктура
Розуэлл находится на пересечении нескольких шоссе:
- шоссе 70. По шоссе в юго-западном направлении — Аламогордо, в северо-восточном направлении — Порталес и Кловис.
- шоссе 285 (направление север-юг). В северном направлении — Санта-Фе, в южном направлении — Артезиа.
- шоссе 380 (направление запад-восток). На запад совпадает с шоссе 70, в восточном направлении — Лаббок.

Функционирует международный авиацентр, обслуживаемый «Американ Эрлайнз».